# Nampcelles-la-Cour
Nampcelles-la-Cour és un municipi francès situat al departament de l'Aisne i a la regió dels Alts de França. L'any 2007 tenia 136 habitants.

## Demografia

### Població
El 2007 la població de fet de Nampcelles-la-Cour era de 136 persones. Hi havia 52 famílies de les quals 16 eren unipersonals (8 homes vivint sols i 8 dones vivint soles), 16 parelles sense fills i 20 parelles amb fills.
La població ha evolucionat segons el següent gràfic:
Habitants censats

### Habitatges
El 2007 hi havia 69 habitatges, 55 eren l'habitatge principal de la família, 8 eren segones residències i 6 estaven desocupats. 67 eren cases i 1 era un apartament. Dels 55 habitatges principals, 47 estaven ocupats pels seus propietaris, 5 estaven llogats i ocupats pels llogaters i 3 estaven cedits a títol gratuït; 3 tenien dues cambres, 8 en tenien tres, 11 en tenien quatre i 33 en tenien cinc o més. 32 habitatges disposaven pel capbaix d'una plaça de pàrquing. A 22 habitatges hi havia un automòbil i a 20 n'hi havia dos o més.

### Piràmide de població
La piràmide de població per edats i sexe el 2009 era:
| Homes | Edats   | Dones |
| ----- | ------- | ----- |
| 0     | 95 o +  | 0     |
| 0     | 90 a 94 | 4     |
| 0     | 85 a 89 | 0     |
| 0     | 80 a 84 | 0     |
| 8     | 75 a 79 | 0     |
| 0     | 70 a 74 | 0     |
| 4     | 65 a 69 | 4     |
| 4     | 60 a 64 | 0     |
| 4     | 55 a 59 | 4     |
| 12    | 50 a 54 | 16    |
| 0     | 45 a 49 | 0     |
| 8     | 40 a 44 | 4     |
| 4     | 35 a 39 | 8     |
| 8     | 30 a 34 | 4     |
| 16    | 25 a 29 | 0     |
| 0     | 20 a 24 | 0     |
| 4     | 15 a 19 | 8     |
| 8     | 10 a 14 | 0     |
| 4     | 5 a 9   | 4     |
| 0     | 0 a 4   | 0     |

## Economia
El 2007 la població en edat de treballar era de 84 persones, 48 eren actives i 36 eren inactives. De les 48 persones actives 46 estaven ocupades (29 homes i 17 dones) i 2 estaven aturades (2 dones i 2 dones). De les 36 persones inactives 13 estaven jubilades, 12 estaven estudiant i 11 estaven classificades com a «altres inactius».

### Ingressos
El 2009 a Nampcelles-la-Cour hi havia 50 unitats fiscals que integraven 128 persones, la mediana anual d'ingressos fiscals per persona era de 14.216 €.

### Activitats econòmiques
Dels 4 establiments que hi havia el 2007, 1 era d'una empresa de fabricació d'altres productes industrials, 2 d'empreses de construcció i 1 d'una empresa de serveis.
Dels 2 establiments de servei als particulars que hi havia el 2009, 1 era una fusteria i 1 lampisteria.
L'any 2000 a Nampcelles-la-Cour hi havia 16 explotacions agrícoles que ocupaven un total de 1.400 hectàrees.

## Poblacions més properes
El següent diagrama mostra les poblacions més properes.